# Mike Trout
Michael Nelson "Mike" Trout, född den 7 augusti 1991 i Vineland i New Jersey, är en amerikansk professionell basebollspelare som spelar för Los Angeles Angels i Major League Baseball (MLB). Trout är centerfielder.
Trout draftades av Angels i den första omgången 2009 och gjorde sin MLB-debut 2011. Trout anses inte bara vara den bästa basebollspelaren just nu utan även en av de bästa någonsin.
Under debutsäsongen 2011 fick Trout testa på spel i MLB med begränsad speltid utan större framgång. Sedan 2012, när han blev en ordinarie spelare, har han varit ligans mest dominanta spelare där han utsetts till all star-matchen samtliga säsonger (utom 2020 då ingen all star-match spelades på grund av covid-19-pandemin) och i den årliga omröstningen till ligans MVP Award har Trout slutat antingen etta eller tvåa bortsett från 2017, då han slutade fyra när han var skadad under delar av säsongen, 2020 och 2021. Han har även valts till All-MLB First Team både 2019 och 2020. Trots de individuella framgångarna har Angels bara spelat i slutspelet en enda gång (2014) sedan Trouts debut, där de dessutom åkte ut i första omgången.
2019 blev Trout historisk då han skrev på ett tolvårskontrakt med Angels värt 426,5 miljoner dollar, vilket motsvarade cirka 3,9 miljarder kronor. Det var det största kontraktet i idrottshistorien.